# Gymnodiniales
Gymnodiniales é uma ordem de alga pertencente à classe Dinophyceae. A autoridade científica da espécie é Apstein.

## Famílias
Segundo o AlgaeBase, esta ordem possui cerca de 390 espécies, distribuídas pelas famílias:
- Ceratoperidiniaeceae
- Gymnodiniaceae
- Hemidiniaceae *
- Kareniaceae *
- Polykrikaceae *
- Ptychodiscaceae
- Tovelliaceae
- Warnowiaceae
- Woloszynskiaceae

Uma espécie é colocada em Gymnodiniales incert. sed.. Com asterisco estão indicadas as família onde o AlgaeBase não inclui espécies.